# مارک مونوز
مارک مونوز (انگلیسی: Mark Muñoz؛ زادهٔ ۹ فوریهٔ ۱۹۷۸) ورزشکار هنرهای رزمی ترکیبی و کشتی‌گیر اهل ایالات متحده آمریکا است. وی بین سال‌های ۲۰۰۷ تا ۲۰۱۵ میلادی فعالیت می‌کرد.